# Hrvatsko-ugarska nagodba
Hrvatsko-ugarska nagodba je sporazum izaslanstva Hrvatskog sabora i Ugarskog sabora, sklopljen 1868. godine, kojim je uređen položaj Kraljevine Dalmacije, Hrvatske i Slavonije i Kraljevine Ugarske unutar ugarskog dijela Austro-Ugarske Monarhije i ustroj središnje vlasti u Hrvatskoj temeljem kojega su Ugarski i Hrvatski sabor donijeli odgovarajuće zakone. Sadržavala je 68 paragrafa i predstavljala temeljni zakon hrvatsko-ugarskih državnih i političkih odnosa u Monarhiji. Njime se iskazivala nerazdruživost zemalja krune sv. Stjepana.
Nakon što je 1867. sklopljena Austro-Ugarska nagodba dotadašnja je jedinstvena Habsburška Monarhija podijeljena na austrijski i ugarski dio. Prema novonastalom državnopravnom ustroju Dalmacija i hrvatski dio Istre, zajedno sa slovenskim zemljama, ušle su u austrijski dio Monarhije, a Hrvatska, zajedno s Vojvodinom u ugarski.
Po nagodbi Hrvatska je samostalna na području zakonodavstva, uprave, bogoštovlja i nastave i pravosuđa. Ostali su poslovi zajednički. Glavni su bili problemi nagodbe činjenica da Hrvatska nije dobila samostalnost na području financija kao i neriješen problem pripadnosti Rijeke što je riješeno "provizorijem", "privremenim" rješenjem koji je u praksi išao u korist Mađara.

## Povijesni pregled
Ban Josip Šokčević odstupio je s dužnosti 27. lipnja 1867., a namjesnikom banske časti postaje barun Levin Rauch. Rauch je imao zadaću provesti nagodbu s Ugarskom. U tome je pogledu postupao bezobzirno. Pristaše Narodne stranke izgubili su službe, a dobivali su ih unionisti. Rauch je počeo pripremati nove izbore. Prijašnji je Sabor sastavio izborni red, no Rauch je uvidio da po tome redu unionisti nebi mogli dobiti većinu. Zato je izradio novi, kojeg je kralj oktroirao 20. listopada 1867., kojim je povećan broj sabornika virilista (nebirani sabornici - velikaši), a broj biranih zastupnika ograničen na 66. Izbori su se održavali od 19. studenog do 23. prosinca 1867. Rauch je doista pobijedio Narodnu stranku. Od 66 biranih zastupnika, Narodna stranka dobila je jedva 14 zastupnika. Na ovaj način otvoren je put za nesmetano sklapanje Nagodbe s Mađarima.
Sabor se sastao 8. siječnja 1868. U kraljevinski odbor (regnikolarnu deputaciju) 30. siječnja izabrani su sami unionisti: Julije grof Janković, Ladislav grof Pejačević, Koloman Bedeković, Antun Vakanović, dr. Mirko Suhaj, Ignjat Brlić, Jovan Živković, Josip Žuvić, Ante Stojanović, Janko Car, Pavao Batagliarini i Stjepan Vuković. Hrvatski kraljevinski odbor uputio se 27. travnja u Peštu, gdje je dugo raspravljao s ugarskim kraljevinskim odborom. Koncem srpnja 1868. odbori su uglavili Nagodbu.

## Položaj Hrvatske u Austro-Ugarskoj
Prema tekstu Nagodbe, Ugarska te Hrvatska, Slavonija i Dalmacija čine državnu zajednicu, njihov kralj se kruni jednom krunom, jednim krunidbenim aktom, o čemu se izdaje zajednička krunidbena povelja, i to u izvorniku na mađarskom i hrvatskom jeziku. Temeljem ovih odredaba Trojedna Kraljevina dobila pravni status kakav nije imala niti jedna zemlja unutar Monarhije. Hrvatski pravni povjesničari su to stanje tumačili kao državnu samostalnost Trojedine kraljevine, dok su mađarski zauzeli stajalište da ona ipak nije bila država, jer se njezin subjektivitet manifestirao samo u odnosu prema Ugarskoj, dok je već u odnosu prema Austriji, a napose prema inozemstvu, Hrvatska bila sastavni dio Ugarske, odnosno Austro-Ugarske.
Odredbama Nagodbe, Hrvatska je u većini poslova postala ovisna o Ugarskoj. Bana je imenovao kralj na prijedlog ugarskoga ministra predsjednika, a odgovornost ministra za Hrvatsku i Slavoniju izuzeta je od Hrvatskoga sabora i podređena zajedničkom saboru u Pešti. Iako je službeni jezik u Hrvatskoj bio hrvatski, a zajednički su poslovi trebali biti dvojezični, u praksi je (posebno u doba pojačane mađarizacije) dolazilo do učestalih kršenja tih odredbi.
U kasnijim desetljećima, u Hrvatskoj je ipak zaživio hrvatski jezik kao jedini službeni jezik u školstvu, javnoj upravi i pravosuđu; za razliku od drugih zemalja koje je obuhvaćala Kruna sv. Stjepana (današnja Slovačka, zapadni dijelovi današnje Rumunjske, najzapadniji dio današnje Ukrajine, sjever današnje Srbije) u kojima se druge jezike osim mađarskog u principu nije koristilo ni u školama, niti u javnim ustanovama.

## Zajednički hrvatsko-ugarski poslovi
Članak 5. je propisao postojanje poslova koji su zajednički za Ugarsku i
Hrvatsku (zemlje krune Svetoga Stjepana), a čije rješavanje je spadalo u
nadležnost zajedničkog parlamenta i vlade odgovorne parlamentu. 
Zajednički poslovi bili su utvrđivanje troškova održavanja dvora, novačenje, zakonodavstvo u vezi s obrambenim sustavom i vojnom obvezom, smještaj i prehrana vojske (članak 6., 7.), nadalje, financije (utvrđivanje poreznog sustava, poreza, državnog proračuna, završnog računa, zaduživanje, raspolaganje s jura regalia majora itd.), zatim pitanje novčarskog sustava, pomorskog, trgovačkog, rudarskog prava, odnosno općenito poslovi u vezi s trgovinom, carina, pošte, željeznica, luka i pristaništa, brodopromet te problematika državnih puteva i rijeka (članak 9.), odnosno industrija, pitanje državljanstva, naturalizacije, putnih isprava i policijskog nadzora nad strancima (članak 10.).

## Autonomija Trojedne Kraljevine
Članak 47. propisao je da pod autonomiju Trojednice potpadaju svi poslovi koji nisu u nadležnosti zajedničkoga parlamenta i središnje vlade, dakle zemaljska uprava, vjeroispovijest, prosvjeta, pravosuđe, uključujući i zakonodavstvo s izuzetkom pomorskog prava.

## Riječka krpica
Naknadnim djelovanjem ugarske vlasti, u originalni dokument je ubačena Riječka krpica i to u obliku doljepljenog dodatka naziva "član 66.". Tim su činom grad Rijeka, njegova luka i cjelokupni riječki kotar, pripali Ugarskoj uz dopuštenje da o riječkoj autonomiji odluku donesu zastupnici grada i Ugarskog i Hrvatskog sabora. Zastupnici Ugarske i Rijeke su primorali Hrvatski sabor da prihvate upravu središnje ugarske vlade nad Rijekom, ali da takvo stanje bude privremeno. Ovu odluku je u srpnju 1870. potvrdio i car Franjo Josip I.

## Financijski dio
U financijskom dijelu Nagodbe (članci 11–30) za zajedničke poslove Austro-Ugarske utvrđena je 1868. godine tangenta od 93,56% za Ugarsku, a 6,44% za Hrvatsku. Za autonomne poslove dogovoren je paušal od 2,2 milijuna forinta, a sva su se ostala sredstva slijevala u zajedničku riznicu kojom su upravljali Mađari. Prilikom prve revizije financijske nagodbe 1873. paušal je povećan na 45%, ali su se i ta sredstva pokazala nedovoljnima te je ban Ivan Mažuranić uoči nove revizije 1878. zahtijevao da se ona uskladi s potrebama Hrvatske uz sjedinjenje s Krajinom.
Neznatno promijenjenu financijsku nagodbu kralj je sankcionirao 1880, ali je Vojna krajina sve do 1887. imala zaseban financijski proračun. Novi je zakon potvrđen 1889. i tom je prilikom tangenta smanjena na 44%, pri čem su izvan obračuna ostale carine, vojna taksa, trošarine na meso i vino te župnički bir. Vrijednost stare Nagodbe produljivana je do 1902. Poslije nemira 1903. ugarska je vlada bila prisiljena popustiti glede financijskih ograničenja te je 1906. kralj sankcionirao četvrtu financijsku nagodbu, na osnovi koje je tangenta modificirana elastičnije. Nova financijska nagodba trebala je biti revidirana 1913., ali osim početnih pregovora nije nikada sklopljena zbog izbijanja I. svjetskoga rata.

## Revizija Nagodbe
Protiv nijednoga zakona nije se u Hrvatskoj diglo toliko i tako opravdano nezadovoljstvo, kao protiv Nagodbe.
Nagodbom je kao posebno nepovoljno za Hrvatsku bila podjela državnih prihoda. Prema Nagodbi Hrvatskoj je od njezinih poreznih prihoda pripadao iznos od 2.200.000 forinti i taj odnos nije se mogao mijenjati daljnjih deset godina. 

Kralj smjenjuje Bedekovića i zamjenjuje ga novim banskim namjesnikom Antunom Vakanovićem 
1872. se ponovno sastaje Sabor i iako Narodnjaci pobjeđuju, ostaju u manjini jer Vakanović povećava broj virilista (koji su unionisti) 
1873. hrvatska kraljevska delegacija u Pešti pregovara s Ugarskom vladom. Čini se revizija Nagodbe, kojom 
Hrvatska dobiva 45% svojih prihoda za podmirenje troškova.

## Unutarnje poveznice
- Hrvatski sabor 1865. – 1867.
- Hrvatsko državno pravo

## Vanjske poveznice
- Tekst Hrvatsko-ugarske nagodbe na Wikisource
- Faksimil dijela teksta Hrvatsko-ugarske nagodbe iz 1868., izvorna objava Nagodbe u Sbornik zakonah i naredabah valjanih za kraljevinu Hrvatsku i Slavoniju, kom. V., 1868. Zagreb, Österreichische Nationalbibliothek
- (mađ.) 1868. évi XXX. törvénycikk  Arhivirana inačica izvorne stranice od 17. siječnja 2008. (Wayback Machine) Tekst na mađarskom